# Dominaciones

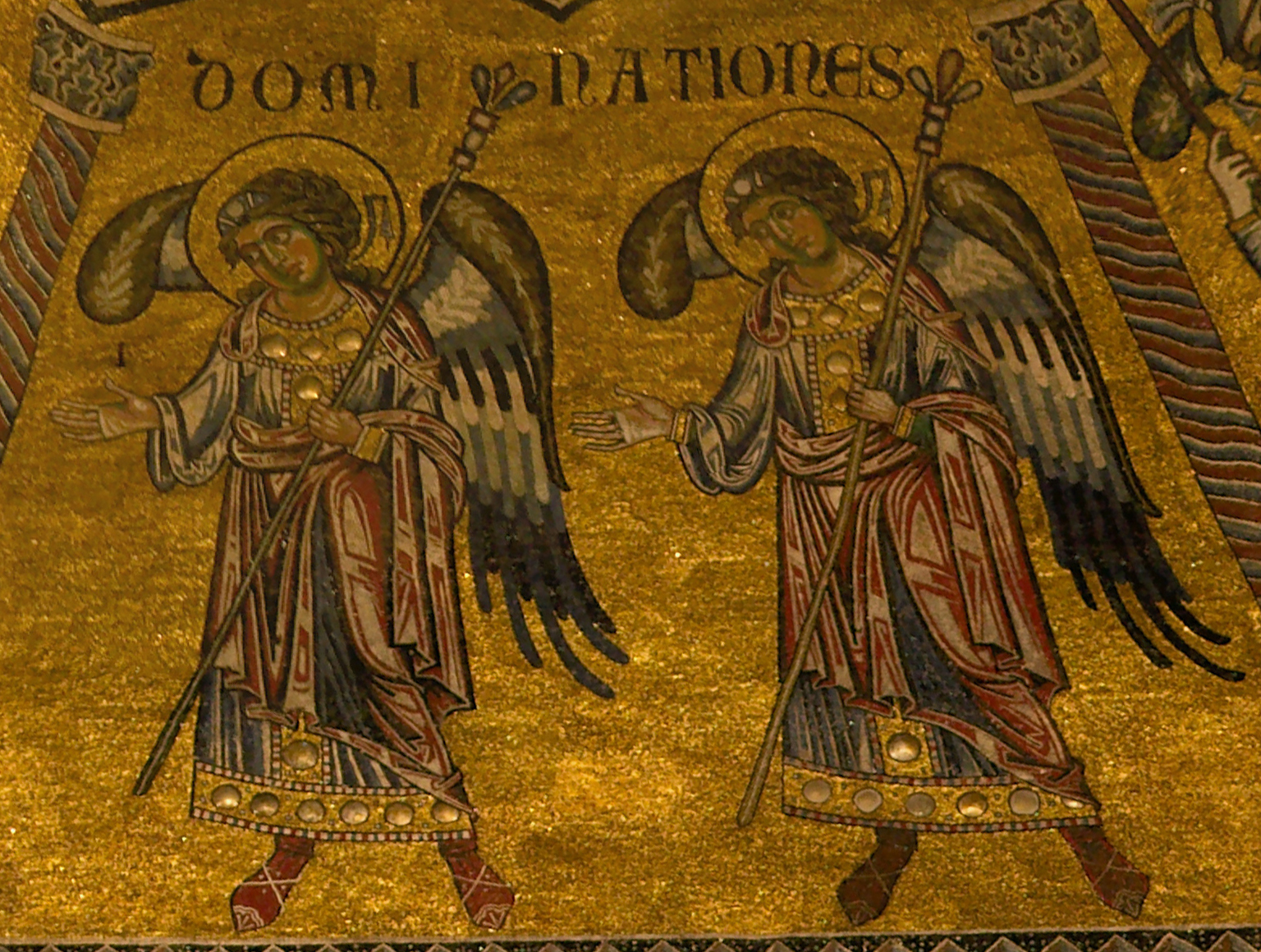
Dominaciones en mosaico del Baptisterio de San Juan (Florencia)

Las dominaciones (del latín dominationes; a su vez traducción del griego κυριότητες, kyriotētes), también dominios. Son el cuarto de los nueve coros angelicales dentro de la segunda jerarquía de ángeles conforme a la angelología cristiana.

## Origen bíblico del término
El término dominaciones es una traducción del latín dominationes usado por la Vulgata latina para traducir del griego bíblico las palabras κυριότητες (kyriotētes) y κυριότητος (kyriotētos), plurales del sustantivo kyriotēs que significa "poder o posición como señor", cuya raíz κυριός, significa "señor".Κyriotētes es empleado en dos ocasiones en el Nuevo Testamento, dentro de las cartas paulinas, para referirse a la jerarquía angélica, la primera en Efesios 1, 21 y la segunda en Colosenses 1, 16:

[...] según la fuerza de su poderosa virtud, que El ejerció en Cristo, resucitándole de entre los muertos y sentándole a su diestra en los cielos, por encima de todo principado, potestad, poder y dominación y de todo cuanto tiene nombre, no sólo en este siglo, sino también en el venidero.
καὶ τί τὸ ὑπερβάλλον μέγεθος τῆς δυνάμεως αὐτοῦ εἰς ἡμᾶς τοὺς πιστεύοντας κατὰ τὴν ἐνέργειαν τοῦ κράτους τῆς ἰσχύος αὐτοῦ ἣν ἐνήργησεν ἐν τῶ χριστῶ ἐγείρας αὐτὸν ἐκ νεκρῶν, καὶ καθίσας ἐν δεξιᾷ αὐτοῦ ἐν τοῖς ἐπουρανίοις ὑπεράνω πάσης ἀρχῆς καὶ ἐξουσίας καὶ δυνάμεως καὶ κυριότητος καὶ παντὸς ὀνόματος ὀνομαζομένου οὐ μόνον ἐν τῶ αἰῶνι τούτῳ ἀλλὰ καὶ ἐν τῶ μέλλοντι·
Efesios 1, 19 - 21 (Versión griega del Codex Vaticanus)

"Porque en El fueron creadas todas las cosas del cielo y de la tierra, las visibles y las invisibles; los tronos, las dominaciones, los principados, las potestades; todo fue creado por El y para El."
ὅτι ἐν αὐτῶ ἐκτίσθη τὰ πάντα ἐν τοῖς οὐρανοῖς καὶ ἐπὶ τῆς γῆς, τὰ ὁρατὰ καὶ τὰ ἀόρατα, εἴτε θρόνοι εἴτε κυριότητες εἴτε ἀρχαὶ εἴτε ἐξουσίαι· τὰ πάντα δι᾽ αὐτοῦ καὶ εἰς αὐτὸν ἔκτισται,
Colosenses 1, 16

En ambos casos, san Pablo refiere a este tipo de ángeles en el listado de poderes sobrenaturales sometidos a Jesús para enfatizar su poder y su posición como Señor de todo lo creado, empleando términos comunes para autoridades civiles de su tiempo, al punto de que se ha llegado a dudar de si el término refiere verdaderamente a los ángeles o las potestades humanas.
Las dominaciones no aparecen en el listado de jerarquías espirituales señalado en la Carta a los Romanos 12, 2, que se limita a enumerar a los ángeles, principados y potestades; mientras que en Efesios 3, 10, aún más breve solamente nombra "a los principados y potestades de los cielos".

## Textos no canónicos y extrabíblicos
Clemente de Alejandría en su obra Stromata (V, 11.77.2) cita un fragmento de un apócrifo seudoepígrafo judío, el Apocalipsis de Sofonías, datado hacia el siglo II d. C., donde se describe que el profeta es arrebatado al quinto cielo donde habitan unas "ángeles llamadas 'señoras' (κυρίους) que cantan himnos a Dios.", que podría ser el antecedente del kyriotētes paulino.
Otro seudoepígrafo, el Testamento de Adán, fechado entre el siglo II y V, posee un capítulo denominado como Jerarquía, el cual, no obstante, solo aparece en un manuscrito siríaco (Vatican Syriac MS 164) de los cinco en los que se conservan este escrito. En este apócrifo se describe a las dominaciones como el sexto orden de los nueve que describe, posterior a los poderes y anterior a los tronos, querubines y serafines; se les señala como los ángeles que "rigen sobre los reinos y tienen en sus manos la victoria o la derrota en batalla" y, haciendo referencia a al pasaje bíblico de Zacarías 1, 8, los describe como "jinetes montando caballos rojos". Si se lograra determinar un origen judío de este escrito, probaría la existencia de la creencia en estos seres angélicos entre la comunidad judía de la época que antecedería a las menciones neotestamentarias.
Las Constituciones Apostólicas (VII, 35, 3), también contienen una mención a las dominaciones, en una oración dedicada a la providencia de Dios sobre sus creaturas: "y las otras multitudes de las órdenes, ángeles, arcángeles, tronos, dominios, principados, autoridades y poderes claman en voz alta y dicen: 'Bendita sea la gloria del Señor en su lugar'.". No obstante podría tratarse de una mera cita de Colosenses 1, 16.